# 구레나룻제비갈매기

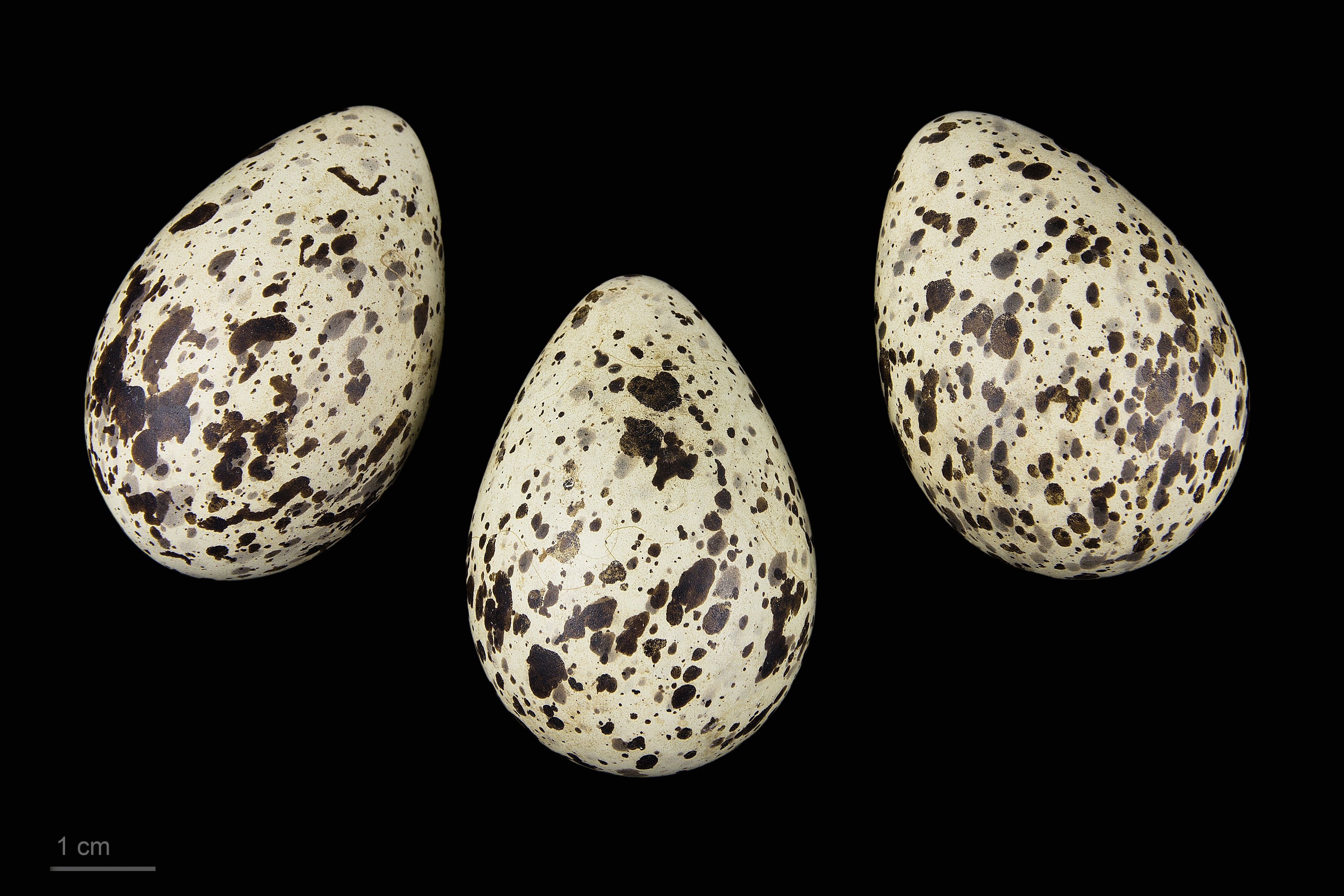
Chlidonias hybrida hybrida

구레나룻제비갈매기(Whiskered tern, Chlidonias hybrida)는 갈매기과에 속하는 제비갈매기류이다.
이 새는 유럽, 아시아의 더 따뜻한 지역에서 번식한다. 부리가 더 작은 C. h. delalandii는 아프리카 동부, 남부에서 볼 수 있으며 더 창백한 모습을 띠는 C. h. javanicus는 자와섬에서 오스트레일리아에 이르는 지역에서 볼 수 있다.
튼튼한 부리(수컷의 경우 29~34mm, 암컷의 경우 25~27mm)를 지니고 있다. 여름 성체는 흰 뺨과 빨간 다리와 부리가 있다.
겨울에는 이마가 하얗게 바뀌며 몸깃털은 훨씬 더 창백한 회색이 된다.
구레나룻제비갈매기는 조그마한 물고기와 양서류, 곤충, 갑각류를 잡아먹는다.